# Correio de São Carlos
O Correio de São Carlos foi um jornal brasileiro que circulou em São Carlos no estado de São Paulo, fundado em 25 de outubro de 1898. O jornal foi um dos mais importantes periódicos da região por mais de 50 anos.
Alguns antigos exemplares são disponíveis ao público, para pesquisa, na Unidade Especial de Informação e Memória (UEIM), pertencente ao Centro de Educação e Ciências Humanas (CECH) da Universidade Federal de São Carlos (UFSCar), localizada no campus de São Carlos.

## Tempo de circulação
- 1899 - 1966
- 1979 - 1981